# Орсне
Орсне́ (фр. Orcenais) — коммуна во Франции, находится в регионе Центр. Департамент — Шер. Входит в состав кантона Сент-Аман-Монтрон. Округ коммуны — Сент-Аман-Монтрон.
Код INSEE коммуны — 18171.

## География
Коммуна расположена приблизительно в 240 км к югу от Парижа, в 140 км южнее Орлеана, в 45 км к югу от Буржа.
Вдоль восточной границы коммуны протекает небольшая река Вилен (фр. Vilaine).

## Население
Население коммуны на 2008 год составляло 285 человек.
| 1962 | 1968 | 1975 | 1982 | 1990 | 1999 | 2008 |
| ---- | ---- | ---- | ---- | ---- | ---- | ---- |
| 281  | 312  | 270  | 233  | 265  | 288  | 285  |

## Администрация
| Период | Период | Фамилия        | Партия | Примечания |
| ------ | ------ | -------------- | ------ | ---------- |
| 2001   | 2011   | Кристьян Гомес |        |            |
| 2011   | 2014   | Ивон Шабен     |        |            |

## Экономика
Основу экономики составляют лесное и сельское хозяйство.
В 2007 году среди 167 человек в трудоспособном возрасте (15-64 лет) 126 были экономически активными, 41 — неактивными (показатель активности — 75,4 %, в 1999 году было 69,4 %). Из 126 активных работали 106 человек (66 мужчин и 40 женщин), безработных было 20 (8 мужчин и 12 женщин). Среди 41 неактивных 11 человек были учениками или студентами, 13 — пенсионерами, 17 были неактивными по другим причинам.

## Достопримечательности
- Церковь Сен-Мартен (XII век)
- Часовня (XV век)